# Камбијаска
Камбијаска (итал. Cambiasca) је насеље у Италији у округу Вербано-Кузио-Осола, региону Пијемонт.
Према процени из 2011. у насељу је живело 1149 становника. Насеље се налази на надморској висини од 304 м.

## Становништво
| 1936. | 1951. | 1961. | 1971. | 1981. | 1991. | 2001. | 2011. |
| ----- | ----- | ----- | ----- | ----- | ----- | ----- | ----- |
| 837   | 1.041 | 1.242 | 1.379 | 1.464 | 1.523 | 1.538 | 1.646 |